# پیتر پرایور
پیتر پرایور (انگلیسی: Peter Pryor; ۲۵ فوریهٔ ۱۹۳۰ – ۱۹ فوریهٔ ۲۰۰۵) دوچرخه‌سوار اهل استرالیا بود. وی در بازی‌های المپیک تابستانی ۱۹۵۲ شرکت کرده است.